# ALP-44
ALP-44 — электровоз переменного тока, эксплуатирующийся в США. Производился компанией ABB в Швеции с 1990 по 1996 годы. На сегодняшний день такие электровозы используют два пригородных оператора — New Jersey Transit и SEPTA. ALP-44 был разработан по заказу New Jersey Transit как вариант электровоза AEM7. Питание электровоза от контактной сети осуществляется от одного из двух токоприёмников.

## ALP-44M
Существует модификация электровоза ALP-44M, которая включает в себя микропроцессорный контроль ускорения и торможения, а также ряд подобных функций.

## Сходства и отличия отэлектровоза АЕМ-7
ALP-44 был разработан специально для New Jersey Transit, как модификация АЕМ-7, который используется на пригородном маршруте Балтимор-Вашингтон (MARC), и на пригородных маршрутах около Филадельфии (SEPTA). На первый взгляд электровозы могут показаться очень похожими. И ALP-44 и AEM-7 основаны на одной и той же серии локомотивов от шведской компании ABB; AEM-7 основан на модели шведского электровозa Rc4, а ALP-44 на модели шведского электровозa Rc6.

## Технические характеристики
- Мощность 5200 кВт
- Максимальная скорость — 201 км/ч (125 миль в час)